# Centro de Eventos del Caribe
El Centro de Eventos y Exposiciones del Caribe Puerta de Oro es un recinto ferial de Barranquilla, Colombia. Tiene una capacidad total para 31 892 personas y hasta 16 000 personas en un solo pabellón. Está situado en el norte de la ciudad, a orillas del río Magdalena, en la zona industrial de la Vía 40. Según el gobierno nacional, el costo total del proyecto se estima en COP $230.000 millones.

## Ubicación
Puerta de Oro queda en el antiguo lote de 85 000 m² de la planta de producción de vidrio de Peldar, ubicado en la Vía 40 # 79B–06, a orillas del río Magdalena, en Barranquilla, Colombia. El CEEC se encuentra:
- A 15 minutos del centro histórico de la ciudad.
- A 15 minutos de la zona hotelera, financiera y comercial de Barranquilla.
- A 15 minutos de la avenida Circunvalar, que conecta la ciudad con importantes corredores industriales y zonas francas.
- A 45 minutos del aeropuerto Internacional Ernesto Cortissoz.
- A 1 hora y media de Cartagena de Indias y 1 hora y 15 minutos de Santa Marta por tierra.

## Historia
El proyecto nace de la necesidad de Barranquilla de contar con un espacio multipropósito para el desarrollo de eventos. En 1997, el Plan de Ordenamiento Físico Territorial de la ciudad contemplaba el Centro de Ferias, Eventos y Exposiciones, ubicado en el parque del Río, cercano a Las Flores. La expectativa era realizar unas 20 ferias anuales.
Durante los gobiernos de Alejandro Char Chaljub como alcalde, y de Eduardo Verano de la Rosa como gobernador del Atlántico, y en el marco de la entrada en vigencia del TLC con Estados Unidos, toma mayor forma la idea del proyecto. En septiembre de 2012, Jaime Pumarejo fue designado gerente del Centro de Eventos y Exposiciones del Caribe.

### Constitución y transformación
La propuesta surgió en el sector público y fue acogida por la empresa privada en cabeza de la Cámara de Comercio de Barranquilla, la cual lideró la constitución de la sociedad Centro de Eventos y 
Exposiciones del Caribe S.A. el 23 de octubre de 2008 en asocio con entidades como el Comité Mixto de Promoción de Turismo, el Parque Cultural del Caribe y la Corporación Luis Eduardo Nieto Arteta. La sociedad fue transformada en sociedad por acciones simplificada en 2010 y en sociedad de economía mixta en 2011 a raíz del ingreso del departamento del Atlántico como accionista, adoptando la denominación de Centro de Eventos y Exposiciones del Caribe SAS.

### Puesta en marcha
En 2008, a principios del primer mandato de Alejandro Char, se determinó que el sitio del proyecto sería la isla de La Loma, lo cual fue motivo de una controversia ciudadana en torno a la conveniencia de esa ubicación. Finalmente, en octubre de 2012, la junta directiva del Centro de Eventos reunida en Bogotá determinó construir el complejo en el antiguo lote de la empresa Peldar.
En diciembre de 2008, en presencia del entonces presidente Álvaro Uribe, se realizó el lanzamiento del proyecto con la firma del acta de compromiso de capitalización de la sociedad.
Entre 2009 y 2011 se gestionaron los recursos, se escrituraron los predios, se contrataron los estudios de suelos, se abrió el concurso arquitectónico y se firmó un convenio de cooperación con la Corporación Antiguo Puerto Madero, de Buenos Aires, Argentina (febrero de 2009).
El presidente Juan Manuel Santos puso la primera piedra del complejo y sembró el primer árbol el 3 de marzo de 2012.
El 13 de diciembre de 2012 se abrió el proceso de licitación para la construcción de la Fase I, el recinto ferial.
El 17 de mayo de 2013, luego de un riguroso proceso de evaluación, la construcción del proyecto se adjudicó a 
la Unión Temporal Constructores Unidos Puerta de Oro, integrada por las firmas Mavig SA, AE Ingenieros Civiles SAS y Unión Global S.A. La propuesta obtuvo el mayor puntaje y el menor valor ofertado entre las cinco recibidas por un valor de COP $108.807.587.753.
En octubre de 2014, se escogió a Corferias como operador del centro de eventos.
El 19 de agosto de 2016 el centro de eventos fue preinaugurado y puesto parcialmente en servicio con la realización del evento gastronómico Sabor Barranquilla.
El 7 de abril de 2017, el presidente Juan Manuel Santos inauguró el Centro de Eventos Puerta de Oro.

## Financiación
El proyecto es el resultado de una alianza público-privada entre el distrito de Barranquilla, el departamento del Atlántico, el Ministerio de Comercio, Industria y Turismo de Colombia, la Cámara de Comercio de Barranquilla y la empresa privada.
El Ministerio de Comercio, Industria y Turismo aportó $31.000 millones.
A 28 de diciembre de 2012, el proyecto contaba con $85 mil millones para el Centro de Eventos: $10 mil millones de la Cámara de Comercio, $31 mil millones de la Nación, $10 mil millones del Distrito, $4 mil millones de la Gobernación, $20 mil de regalías y $10 mil millones de inversionistas privados.

## Características

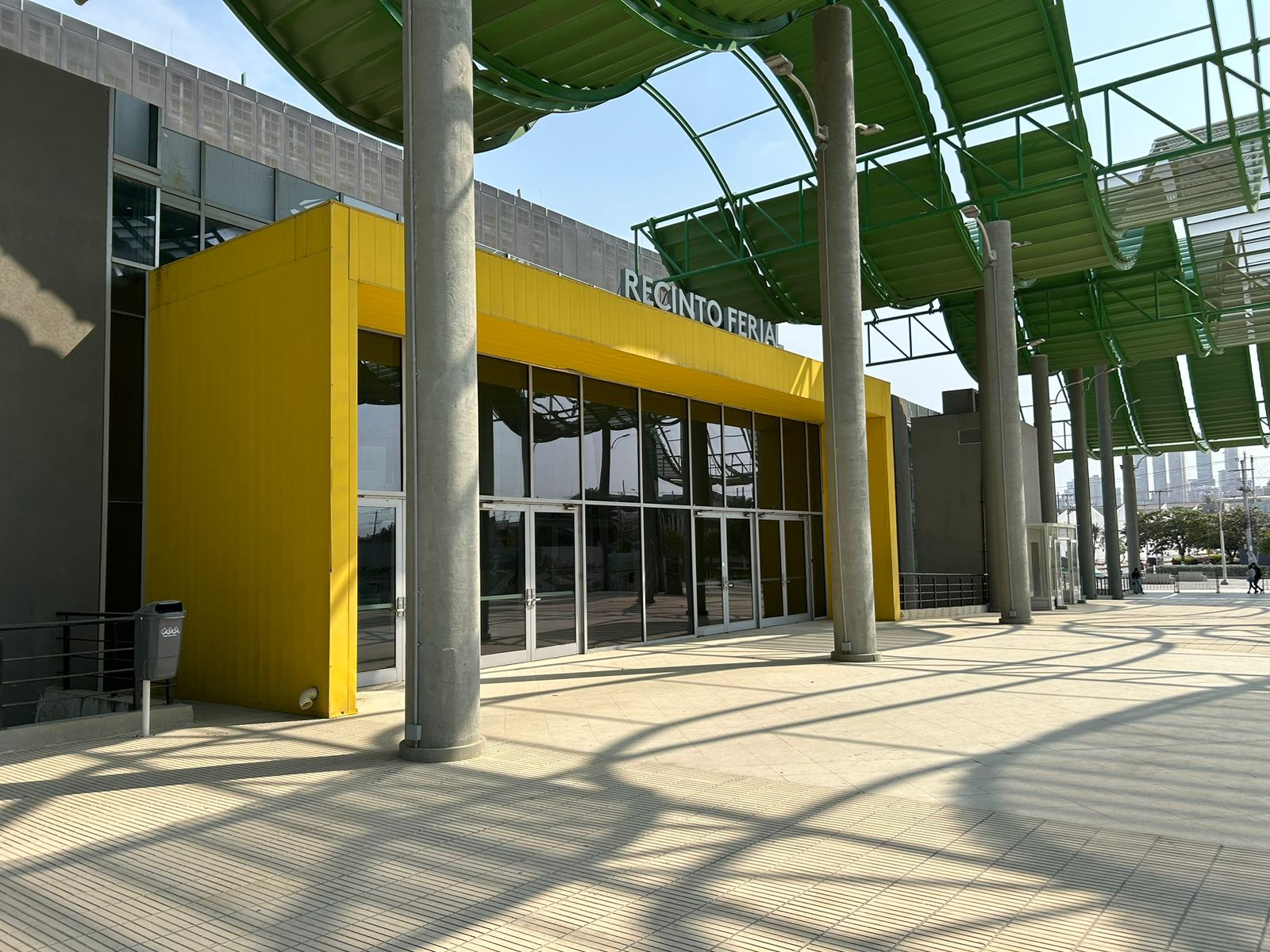
Recinto ferial

El CEEC tiene como objetivo convertirse en el epicentro de negocios, comercio, inversión y cultura del norte de Colombia. Además, tiene los retos de revitalizar una deprimida zona de la ciudad, de servir de antena de los beneficios de los tratados de libre comercio que suscribió Colombia en los primeros años de la década de 2010, sobre todo el Tratado de Libre Comercio entre Colombia y Estados Unidos, y de articularse con la avenida del Río y el corredor portuario en el marco de la renovación urbana de Barranquilla. 
La primera fase arrancó con el Centro de Ferias y más adelante se construirá el Centro de Convenciones. De los 85 mil metros cuadrados del terreno donde se construirá el complejo empresarial, 34.500 serán para el recinto ferial.
Aledaño al proyecto está en construcción Vive Río, desarrollo inmobiliario que tendrá un área de 70 mil metros cuadrados. Este proyecto habitacional tendrá 2 torres de apartamentos con 33 pisos cada una. También se ubica una discoteca al aire libre llamada El Cielo de Magda.
El complejo completo contará con:
- Recinto ferial de 8 000 m² ampliable a 16 000 m².[17] La inversión de esta fase es de $48.617.996.775,59.[10]
- Centro de convenciones con capacidad de 3 000 personas.[17]
- Torres empresariales y hotel.
- Zona lúdica con restaurantes y bares.
- Malecón turístico en dos niveles de 580 m lineales y muelle en el río Magdalena. La inversión requerida se estima en $ 32 500 millones.[17]